# Université Gaston Berger
Die Université Gaston Berger (deutsch Universität Gaston Berger; UGB) ist eine Universität im Norden Senegals mit Sitz in Saint-Louis. Sie wurde 1990 unter dem Namen Université de Saint-Louis (deutsch Universität Saint-Louis) gegründet. Seit Dezember 1996 trägt sie den Namen des in Saint-Louis geborenen französisch-senegalesischen Philosophen Gaston Berger (1896–1960).

## Geschichte

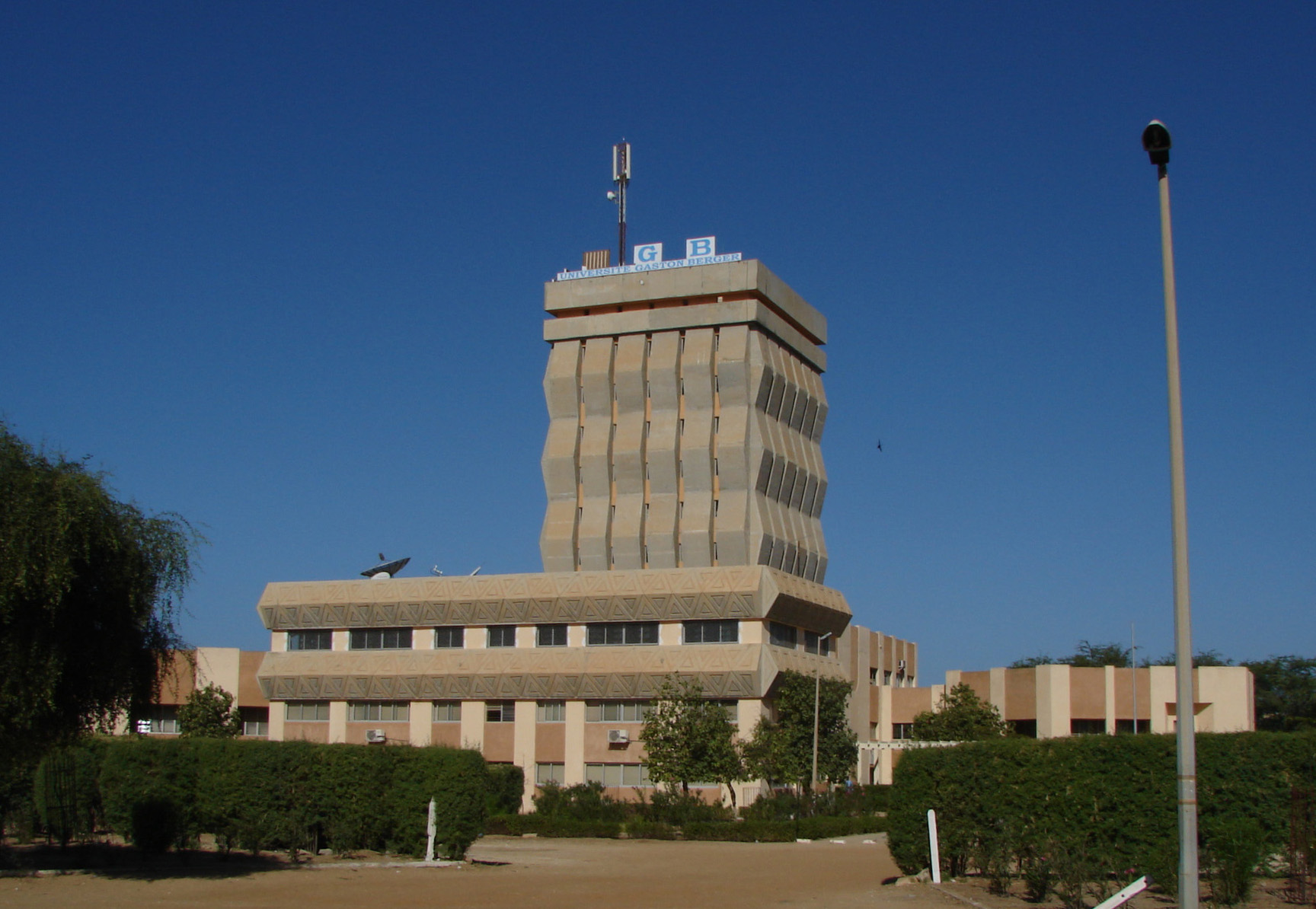
Universität mit Turm der Zentralbibliothek

Der Grundstein wurde am 14. Januar 1975 von Präsident Léopold Sédar Senghor gelegt. Offiziell geschaffen durch Gesetz Nr. 90-03 vom 2. Januar 1990 begrüßte die Universität am 17. Dezember 1990 die ersten 600 Studenten.

## Standort
Die Universität liegt in einem Außenbezirk von Saint-Louis, etwa neun Kilometer nordöstlich der Innenstadt. Der charakteristische Turm der Zentralbibliothek ist von der am Campus vorbeiführenden Nationalstraße N 2 aus zu sehen, die nach Richard Toll oder nach Rosso (Senegal) zur mauretanischen Grenze führt.
Die Universität liegt zwischen den zwei Dörfern Sanar Peulh und Sanar Wolof, die jeweils von der Volksgruppe der Peulh bzw. der Volksgruppe der Wolof bewohnt werden. Deshalb nennen die Studenten die Universität auch mit dem Namen „Sanar“.

## Ausbildungs- und Forschungseinheiten

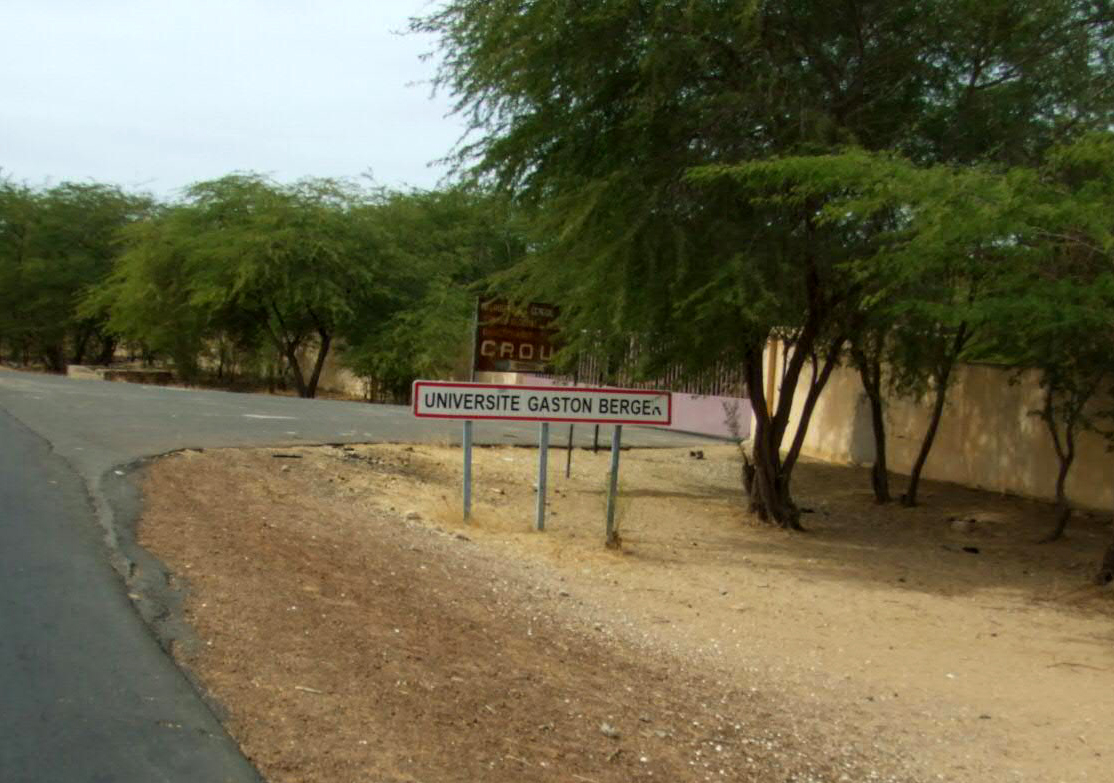
Zufahrt zur Universität

Die Universität besteht aus acht unités de formation et de recherche (UFR – Ausbildungs- und Forschungseinheiten), sie entsprechen Fakultäten:
- Geisteswissenschaften[3]
- Angewandte Wissenschaften und Technologie[4]
- Wirtschaftswissenschaften und Betriebswirtschaftslehre[5]
- Rechts- und Politikwissenschaften[6]
- Agrarwissenschaften, Aquakultur und Lebensmitteltechnologie[7]
- Gesundheitswissenschaften[8]
- Bildungs-, Ausbildungs- und Sportwissenschaften[9]
- Zivilisationen, Religionen, Künste und Kommunikation[10]

Das akademische Jahr dauert zehn Monate zwischen Oktober und Juli. Andererseits hängen der Beginn und das Ende der Kurse von der jeweiligen UFR ab, wobei die Verwaltung nur über die Tage der Öffnung und Schließung der Türen der Universität entscheidet.

## Studentisches Leben

### Studentenzahlen

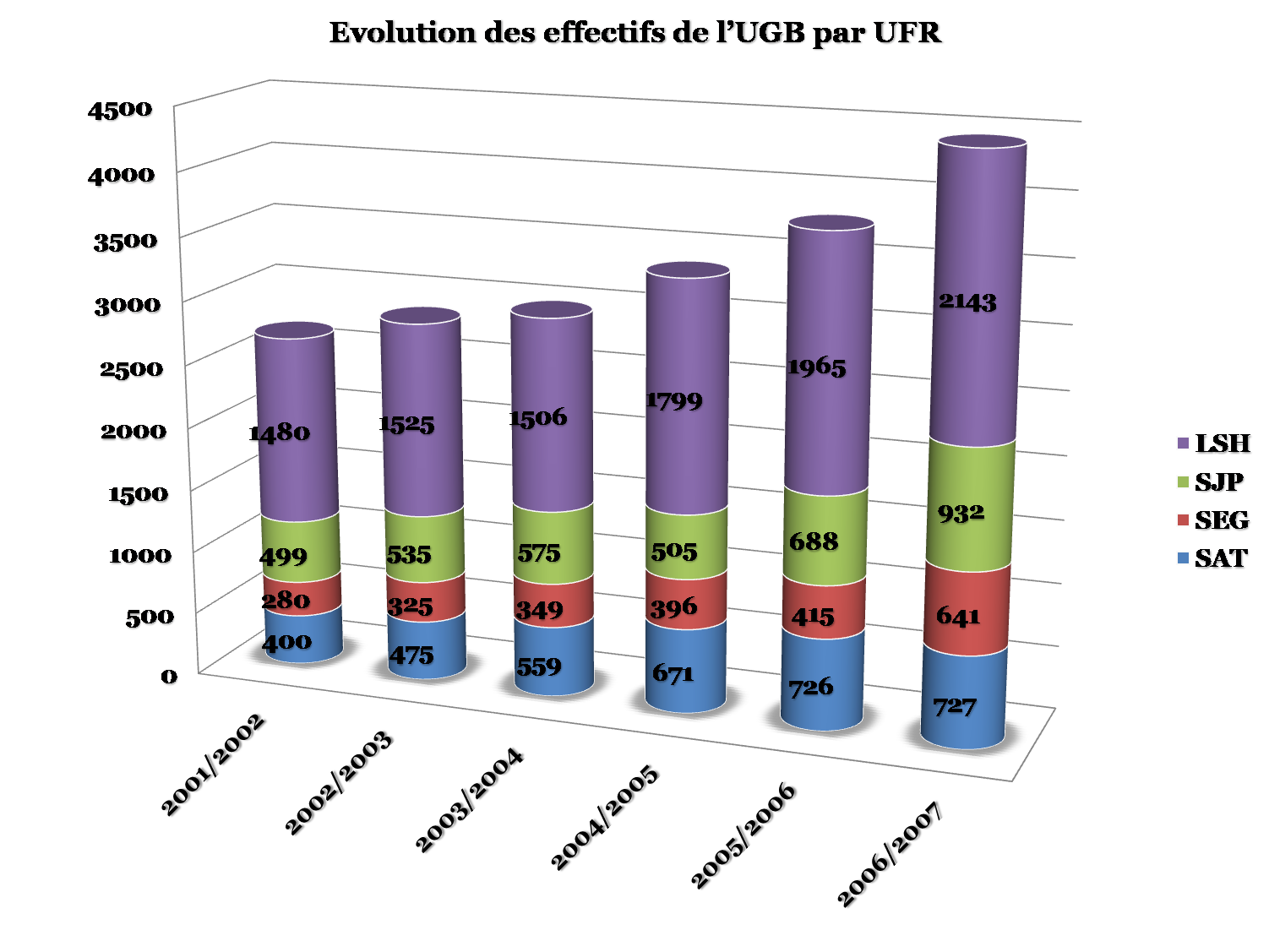
Entwicklung der Studentenzahlen zwischen 2001 und 2007

Die Universität wurde 1990 mit 600 Studenten eröffnet. Diese Zahl ist seitdem stetig gestiegen. Anfang der 2000er Jahre nahm das Tempo zu (siehe Grafik).
Im Studienjahr 2019/2020 waren 12.108 Studenten eingeschrieben.
Als Universitätsgelände sind 250 Hektar reserviert, das noch nicht vollständig baulich genutzt ist.

### Unterkunft
Die Unterbringung der Studierenden in Studentenwohnheimen wird von dem Studentenwerk Centre Régional des Œuvres Universitaires de Saint-Louis (CROUS) verwaltet, das innerhalb der Universität selbst angesiedelt ist. Die Unterbringung erfolgt auf dem Campus und ist in Universitätsdörfern organisiert. Die Zimmer in einigen Dörfern werden von zwei Studenten gemeinsam genutzt (jeder zahlt seine eigene Miete an das CROUS). Die Dörfer mit Einzelzimmern sind vornehmlich den fortgeschrittenen Studenten (ab dem Masterstudium) vorbehalten.
Die Höhe der Mieten ist recht bescheiden, aber gut an das Einkommen der Studierenden angepasst, die oft auf das staatliche Stipendium und die Hilfe der Eltern angewiesen sind.

### Verkehrsverbindungen
Das CROUS stellt den Studierenden drei Busse zur Verfügung, mit denen sie die Universität bequem vom Stadtzentrum Saint-Louis aus erreichen können. Die Fahrpläne sind mit den Unterrichtszeiten abgestimmt.